# Kombination (schack)
Den här artikeln använder algebraisk schacknotation för att beskriva schackdragen.
I schack är en kombination en sekvens av drag, som ofta inleds av ett offer, som lämnar motståndaren med några få spelalternativ och resulterar i materiella vinster.
Till skillnad från planer, som strävar efter långsiktiga positionella fördelar, är de vanligaste kombinationerna enkla 2- eller 3-dragskombinationer. Vissa mer spektakulära kombinationer pågår dock i åtskilliga drag.

## Mattkombinationer
|   | a | b | c | d | e | f | g | h |   |
| 8 | e8 svart torn · g8 vit drottning · h8 svart kung · c7 svart bonde · d7 vit torn · e7 vit bonde · g7 svart bonde · h7 svart bonde · c6 svart bonde · h6 vit springare · a5 svart bonde · f5 svart bonde · g4 svart springare · a3 svart drottning · g3 vit bonde · a2 vit bonde · e2 vit bonde · f2 vit bonde · h2 vit bonde · g1 vit kung | e8 svart torn · g8 vit drottning · h8 svart kung · c7 svart bonde · d7 vit torn · e7 vit bonde · g7 svart bonde · h7 svart bonde · c6 svart bonde · h6 vit springare · a5 svart bonde · f5 svart bonde · g4 svart springare · a3 svart drottning · g3 vit bonde · a2 vit bonde · e2 vit bonde · f2 vit bonde · h2 vit bonde · g1 vit kung | e8 svart torn · g8 vit drottning · h8 svart kung · c7 svart bonde · d7 vit torn · e7 vit bonde · g7 svart bonde · h7 svart bonde · c6 svart bonde · h6 vit springare · a5 svart bonde · f5 svart bonde · g4 svart springare · a3 svart drottning · g3 vit bonde · a2 vit bonde · e2 vit bonde · f2 vit bonde · h2 vit bonde · g1 vit kung | e8 svart torn · g8 vit drottning · h8 svart kung · c7 svart bonde · d7 vit torn · e7 vit bonde · g7 svart bonde · h7 svart bonde · c6 svart bonde · h6 vit springare · a5 svart bonde · f5 svart bonde · g4 svart springare · a3 svart drottning · g3 vit bonde · a2 vit bonde · e2 vit bonde · f2 vit bonde · h2 vit bonde · g1 vit kung | e8 svart torn · g8 vit drottning · h8 svart kung · c7 svart bonde · d7 vit torn · e7 vit bonde · g7 svart bonde · h7 svart bonde · c6 svart bonde · h6 vit springare · a5 svart bonde · f5 svart bonde · g4 svart springare · a3 svart drottning · g3 vit bonde · a2 vit bonde · e2 vit bonde · f2 vit bonde · h2 vit bonde · g1 vit kung | e8 svart torn · g8 vit drottning · h8 svart kung · c7 svart bonde · d7 vit torn · e7 vit bonde · g7 svart bonde · h7 svart bonde · c6 svart bonde · h6 vit springare · a5 svart bonde · f5 svart bonde · g4 svart springare · a3 svart drottning · g3 vit bonde · a2 vit bonde · e2 vit bonde · f2 vit bonde · h2 vit bonde · g1 vit kung | e8 svart torn · g8 vit drottning · h8 svart kung · c7 svart bonde · d7 vit torn · e7 vit bonde · g7 svart bonde · h7 svart bonde · c6 svart bonde · h6 vit springare · a5 svart bonde · f5 svart bonde · g4 svart springare · a3 svart drottning · g3 vit bonde · a2 vit bonde · e2 vit bonde · f2 vit bonde · h2 vit bonde · g1 vit kung | e8 svart torn · g8 vit drottning · h8 svart kung · c7 svart bonde · d7 vit torn · e7 vit bonde · g7 svart bonde · h7 svart bonde · c6 svart bonde · h6 vit springare · a5 svart bonde · f5 svart bonde · g4 svart springare · a3 svart drottning · g3 vit bonde · a2 vit bonde · e2 vit bonde · f2 vit bonde · h2 vit bonde · g1 vit kung | 8 |
| 7 | e8 svart torn · g8 vit drottning · h8 svart kung · c7 svart bonde · d7 vit torn · e7 vit bonde · g7 svart bonde · h7 svart bonde · c6 svart bonde · h6 vit springare · a5 svart bonde · f5 svart bonde · g4 svart springare · a3 svart drottning · g3 vit bonde · a2 vit bonde · e2 vit bonde · f2 vit bonde · h2 vit bonde · g1 vit kung | e8 svart torn · g8 vit drottning · h8 svart kung · c7 svart bonde · d7 vit torn · e7 vit bonde · g7 svart bonde · h7 svart bonde · c6 svart bonde · h6 vit springare · a5 svart bonde · f5 svart bonde · g4 svart springare · a3 svart drottning · g3 vit bonde · a2 vit bonde · e2 vit bonde · f2 vit bonde · h2 vit bonde · g1 vit kung | e8 svart torn · g8 vit drottning · h8 svart kung · c7 svart bonde · d7 vit torn · e7 vit bonde · g7 svart bonde · h7 svart bonde · c6 svart bonde · h6 vit springare · a5 svart bonde · f5 svart bonde · g4 svart springare · a3 svart drottning · g3 vit bonde · a2 vit bonde · e2 vit bonde · f2 vit bonde · h2 vit bonde · g1 vit kung | e8 svart torn · g8 vit drottning · h8 svart kung · c7 svart bonde · d7 vit torn · e7 vit bonde · g7 svart bonde · h7 svart bonde · c6 svart bonde · h6 vit springare · a5 svart bonde · f5 svart bonde · g4 svart springare · a3 svart drottning · g3 vit bonde · a2 vit bonde · e2 vit bonde · f2 vit bonde · h2 vit bonde · g1 vit kung | e8 svart torn · g8 vit drottning · h8 svart kung · c7 svart bonde · d7 vit torn · e7 vit bonde · g7 svart bonde · h7 svart bonde · c6 svart bonde · h6 vit springare · a5 svart bonde · f5 svart bonde · g4 svart springare · a3 svart drottning · g3 vit bonde · a2 vit bonde · e2 vit bonde · f2 vit bonde · h2 vit bonde · g1 vit kung | e8 svart torn · g8 vit drottning · h8 svart kung · c7 svart bonde · d7 vit torn · e7 vit bonde · g7 svart bonde · h7 svart bonde · c6 svart bonde · h6 vit springare · a5 svart bonde · f5 svart bonde · g4 svart springare · a3 svart drottning · g3 vit bonde · a2 vit bonde · e2 vit bonde · f2 vit bonde · h2 vit bonde · g1 vit kung | e8 svart torn · g8 vit drottning · h8 svart kung · c7 svart bonde · d7 vit torn · e7 vit bonde · g7 svart bonde · h7 svart bonde · c6 svart bonde · h6 vit springare · a5 svart bonde · f5 svart bonde · g4 svart springare · a3 svart drottning · g3 vit bonde · a2 vit bonde · e2 vit bonde · f2 vit bonde · h2 vit bonde · g1 vit kung | e8 svart torn · g8 vit drottning · h8 svart kung · c7 svart bonde · d7 vit torn · e7 vit bonde · g7 svart bonde · h7 svart bonde · c6 svart bonde · h6 vit springare · a5 svart bonde · f5 svart bonde · g4 svart springare · a3 svart drottning · g3 vit bonde · a2 vit bonde · e2 vit bonde · f2 vit bonde · h2 vit bonde · g1 vit kung | 7 |
| 6 | e8 svart torn · g8 vit drottning · h8 svart kung · c7 svart bonde · d7 vit torn · e7 vit bonde · g7 svart bonde · h7 svart bonde · c6 svart bonde · h6 vit springare · a5 svart bonde · f5 svart bonde · g4 svart springare · a3 svart drottning · g3 vit bonde · a2 vit bonde · e2 vit bonde · f2 vit bonde · h2 vit bonde · g1 vit kung | e8 svart torn · g8 vit drottning · h8 svart kung · c7 svart bonde · d7 vit torn · e7 vit bonde · g7 svart bonde · h7 svart bonde · c6 svart bonde · h6 vit springare · a5 svart bonde · f5 svart bonde · g4 svart springare · a3 svart drottning · g3 vit bonde · a2 vit bonde · e2 vit bonde · f2 vit bonde · h2 vit bonde · g1 vit kung | e8 svart torn · g8 vit drottning · h8 svart kung · c7 svart bonde · d7 vit torn · e7 vit bonde · g7 svart bonde · h7 svart bonde · c6 svart bonde · h6 vit springare · a5 svart bonde · f5 svart bonde · g4 svart springare · a3 svart drottning · g3 vit bonde · a2 vit bonde · e2 vit bonde · f2 vit bonde · h2 vit bonde · g1 vit kung | e8 svart torn · g8 vit drottning · h8 svart kung · c7 svart bonde · d7 vit torn · e7 vit bonde · g7 svart bonde · h7 svart bonde · c6 svart bonde · h6 vit springare · a5 svart bonde · f5 svart bonde · g4 svart springare · a3 svart drottning · g3 vit bonde · a2 vit bonde · e2 vit bonde · f2 vit bonde · h2 vit bonde · g1 vit kung | e8 svart torn · g8 vit drottning · h8 svart kung · c7 svart bonde · d7 vit torn · e7 vit bonde · g7 svart bonde · h7 svart bonde · c6 svart bonde · h6 vit springare · a5 svart bonde · f5 svart bonde · g4 svart springare · a3 svart drottning · g3 vit bonde · a2 vit bonde · e2 vit bonde · f2 vit bonde · h2 vit bonde · g1 vit kung | e8 svart torn · g8 vit drottning · h8 svart kung · c7 svart bonde · d7 vit torn · e7 vit bonde · g7 svart bonde · h7 svart bonde · c6 svart bonde · h6 vit springare · a5 svart bonde · f5 svart bonde · g4 svart springare · a3 svart drottning · g3 vit bonde · a2 vit bonde · e2 vit bonde · f2 vit bonde · h2 vit bonde · g1 vit kung | e8 svart torn · g8 vit drottning · h8 svart kung · c7 svart bonde · d7 vit torn · e7 vit bonde · g7 svart bonde · h7 svart bonde · c6 svart bonde · h6 vit springare · a5 svart bonde · f5 svart bonde · g4 svart springare · a3 svart drottning · g3 vit bonde · a2 vit bonde · e2 vit bonde · f2 vit bonde · h2 vit bonde · g1 vit kung | e8 svart torn · g8 vit drottning · h8 svart kung · c7 svart bonde · d7 vit torn · e7 vit bonde · g7 svart bonde · h7 svart bonde · c6 svart bonde · h6 vit springare · a5 svart bonde · f5 svart bonde · g4 svart springare · a3 svart drottning · g3 vit bonde · a2 vit bonde · e2 vit bonde · f2 vit bonde · h2 vit bonde · g1 vit kung | 6 |
| 5 | e8 svart torn · g8 vit drottning · h8 svart kung · c7 svart bonde · d7 vit torn · e7 vit bonde · g7 svart bonde · h7 svart bonde · c6 svart bonde · h6 vit springare · a5 svart bonde · f5 svart bonde · g4 svart springare · a3 svart drottning · g3 vit bonde · a2 vit bonde · e2 vit bonde · f2 vit bonde · h2 vit bonde · g1 vit kung | e8 svart torn · g8 vit drottning · h8 svart kung · c7 svart bonde · d7 vit torn · e7 vit bonde · g7 svart bonde · h7 svart bonde · c6 svart bonde · h6 vit springare · a5 svart bonde · f5 svart bonde · g4 svart springare · a3 svart drottning · g3 vit bonde · a2 vit bonde · e2 vit bonde · f2 vit bonde · h2 vit bonde · g1 vit kung | e8 svart torn · g8 vit drottning · h8 svart kung · c7 svart bonde · d7 vit torn · e7 vit bonde · g7 svart bonde · h7 svart bonde · c6 svart bonde · h6 vit springare · a5 svart bonde · f5 svart bonde · g4 svart springare · a3 svart drottning · g3 vit bonde · a2 vit bonde · e2 vit bonde · f2 vit bonde · h2 vit bonde · g1 vit kung | e8 svart torn · g8 vit drottning · h8 svart kung · c7 svart bonde · d7 vit torn · e7 vit bonde · g7 svart bonde · h7 svart bonde · c6 svart bonde · h6 vit springare · a5 svart bonde · f5 svart bonde · g4 svart springare · a3 svart drottning · g3 vit bonde · a2 vit bonde · e2 vit bonde · f2 vit bonde · h2 vit bonde · g1 vit kung | e8 svart torn · g8 vit drottning · h8 svart kung · c7 svart bonde · d7 vit torn · e7 vit bonde · g7 svart bonde · h7 svart bonde · c6 svart bonde · h6 vit springare · a5 svart bonde · f5 svart bonde · g4 svart springare · a3 svart drottning · g3 vit bonde · a2 vit bonde · e2 vit bonde · f2 vit bonde · h2 vit bonde · g1 vit kung | e8 svart torn · g8 vit drottning · h8 svart kung · c7 svart bonde · d7 vit torn · e7 vit bonde · g7 svart bonde · h7 svart bonde · c6 svart bonde · h6 vit springare · a5 svart bonde · f5 svart bonde · g4 svart springare · a3 svart drottning · g3 vit bonde · a2 vit bonde · e2 vit bonde · f2 vit bonde · h2 vit bonde · g1 vit kung | e8 svart torn · g8 vit drottning · h8 svart kung · c7 svart bonde · d7 vit torn · e7 vit bonde · g7 svart bonde · h7 svart bonde · c6 svart bonde · h6 vit springare · a5 svart bonde · f5 svart bonde · g4 svart springare · a3 svart drottning · g3 vit bonde · a2 vit bonde · e2 vit bonde · f2 vit bonde · h2 vit bonde · g1 vit kung | e8 svart torn · g8 vit drottning · h8 svart kung · c7 svart bonde · d7 vit torn · e7 vit bonde · g7 svart bonde · h7 svart bonde · c6 svart bonde · h6 vit springare · a5 svart bonde · f5 svart bonde · g4 svart springare · a3 svart drottning · g3 vit bonde · a2 vit bonde · e2 vit bonde · f2 vit bonde · h2 vit bonde · g1 vit kung | 5 |
| 4 | e8 svart torn · g8 vit drottning · h8 svart kung · c7 svart bonde · d7 vit torn · e7 vit bonde · g7 svart bonde · h7 svart bonde · c6 svart bonde · h6 vit springare · a5 svart bonde · f5 svart bonde · g4 svart springare · a3 svart drottning · g3 vit bonde · a2 vit bonde · e2 vit bonde · f2 vit bonde · h2 vit bonde · g1 vit kung | e8 svart torn · g8 vit drottning · h8 svart kung · c7 svart bonde · d7 vit torn · e7 vit bonde · g7 svart bonde · h7 svart bonde · c6 svart bonde · h6 vit springare · a5 svart bonde · f5 svart bonde · g4 svart springare · a3 svart drottning · g3 vit bonde · a2 vit bonde · e2 vit bonde · f2 vit bonde · h2 vit bonde · g1 vit kung | e8 svart torn · g8 vit drottning · h8 svart kung · c7 svart bonde · d7 vit torn · e7 vit bonde · g7 svart bonde · h7 svart bonde · c6 svart bonde · h6 vit springare · a5 svart bonde · f5 svart bonde · g4 svart springare · a3 svart drottning · g3 vit bonde · a2 vit bonde · e2 vit bonde · f2 vit bonde · h2 vit bonde · g1 vit kung | e8 svart torn · g8 vit drottning · h8 svart kung · c7 svart bonde · d7 vit torn · e7 vit bonde · g7 svart bonde · h7 svart bonde · c6 svart bonde · h6 vit springare · a5 svart bonde · f5 svart bonde · g4 svart springare · a3 svart drottning · g3 vit bonde · a2 vit bonde · e2 vit bonde · f2 vit bonde · h2 vit bonde · g1 vit kung | e8 svart torn · g8 vit drottning · h8 svart kung · c7 svart bonde · d7 vit torn · e7 vit bonde · g7 svart bonde · h7 svart bonde · c6 svart bonde · h6 vit springare · a5 svart bonde · f5 svart bonde · g4 svart springare · a3 svart drottning · g3 vit bonde · a2 vit bonde · e2 vit bonde · f2 vit bonde · h2 vit bonde · g1 vit kung | e8 svart torn · g8 vit drottning · h8 svart kung · c7 svart bonde · d7 vit torn · e7 vit bonde · g7 svart bonde · h7 svart bonde · c6 svart bonde · h6 vit springare · a5 svart bonde · f5 svart bonde · g4 svart springare · a3 svart drottning · g3 vit bonde · a2 vit bonde · e2 vit bonde · f2 vit bonde · h2 vit bonde · g1 vit kung | e8 svart torn · g8 vit drottning · h8 svart kung · c7 svart bonde · d7 vit torn · e7 vit bonde · g7 svart bonde · h7 svart bonde · c6 svart bonde · h6 vit springare · a5 svart bonde · f5 svart bonde · g4 svart springare · a3 svart drottning · g3 vit bonde · a2 vit bonde · e2 vit bonde · f2 vit bonde · h2 vit bonde · g1 vit kung | e8 svart torn · g8 vit drottning · h8 svart kung · c7 svart bonde · d7 vit torn · e7 vit bonde · g7 svart bonde · h7 svart bonde · c6 svart bonde · h6 vit springare · a5 svart bonde · f5 svart bonde · g4 svart springare · a3 svart drottning · g3 vit bonde · a2 vit bonde · e2 vit bonde · f2 vit bonde · h2 vit bonde · g1 vit kung | 4 |
| 3 | e8 svart torn · g8 vit drottning · h8 svart kung · c7 svart bonde · d7 vit torn · e7 vit bonde · g7 svart bonde · h7 svart bonde · c6 svart bonde · h6 vit springare · a5 svart bonde · f5 svart bonde · g4 svart springare · a3 svart drottning · g3 vit bonde · a2 vit bonde · e2 vit bonde · f2 vit bonde · h2 vit bonde · g1 vit kung | e8 svart torn · g8 vit drottning · h8 svart kung · c7 svart bonde · d7 vit torn · e7 vit bonde · g7 svart bonde · h7 svart bonde · c6 svart bonde · h6 vit springare · a5 svart bonde · f5 svart bonde · g4 svart springare · a3 svart drottning · g3 vit bonde · a2 vit bonde · e2 vit bonde · f2 vit bonde · h2 vit bonde · g1 vit kung | e8 svart torn · g8 vit drottning · h8 svart kung · c7 svart bonde · d7 vit torn · e7 vit bonde · g7 svart bonde · h7 svart bonde · c6 svart bonde · h6 vit springare · a5 svart bonde · f5 svart bonde · g4 svart springare · a3 svart drottning · g3 vit bonde · a2 vit bonde · e2 vit bonde · f2 vit bonde · h2 vit bonde · g1 vit kung | e8 svart torn · g8 vit drottning · h8 svart kung · c7 svart bonde · d7 vit torn · e7 vit bonde · g7 svart bonde · h7 svart bonde · c6 svart bonde · h6 vit springare · a5 svart bonde · f5 svart bonde · g4 svart springare · a3 svart drottning · g3 vit bonde · a2 vit bonde · e2 vit bonde · f2 vit bonde · h2 vit bonde · g1 vit kung | e8 svart torn · g8 vit drottning · h8 svart kung · c7 svart bonde · d7 vit torn · e7 vit bonde · g7 svart bonde · h7 svart bonde · c6 svart bonde · h6 vit springare · a5 svart bonde · f5 svart bonde · g4 svart springare · a3 svart drottning · g3 vit bonde · a2 vit bonde · e2 vit bonde · f2 vit bonde · h2 vit bonde · g1 vit kung | e8 svart torn · g8 vit drottning · h8 svart kung · c7 svart bonde · d7 vit torn · e7 vit bonde · g7 svart bonde · h7 svart bonde · c6 svart bonde · h6 vit springare · a5 svart bonde · f5 svart bonde · g4 svart springare · a3 svart drottning · g3 vit bonde · a2 vit bonde · e2 vit bonde · f2 vit bonde · h2 vit bonde · g1 vit kung | e8 svart torn · g8 vit drottning · h8 svart kung · c7 svart bonde · d7 vit torn · e7 vit bonde · g7 svart bonde · h7 svart bonde · c6 svart bonde · h6 vit springare · a5 svart bonde · f5 svart bonde · g4 svart springare · a3 svart drottning · g3 vit bonde · a2 vit bonde · e2 vit bonde · f2 vit bonde · h2 vit bonde · g1 vit kung | e8 svart torn · g8 vit drottning · h8 svart kung · c7 svart bonde · d7 vit torn · e7 vit bonde · g7 svart bonde · h7 svart bonde · c6 svart bonde · h6 vit springare · a5 svart bonde · f5 svart bonde · g4 svart springare · a3 svart drottning · g3 vit bonde · a2 vit bonde · e2 vit bonde · f2 vit bonde · h2 vit bonde · g1 vit kung | 3 |
| 2 | e8 svart torn · g8 vit drottning · h8 svart kung · c7 svart bonde · d7 vit torn · e7 vit bonde · g7 svart bonde · h7 svart bonde · c6 svart bonde · h6 vit springare · a5 svart bonde · f5 svart bonde · g4 svart springare · a3 svart drottning · g3 vit bonde · a2 vit bonde · e2 vit bonde · f2 vit bonde · h2 vit bonde · g1 vit kung | e8 svart torn · g8 vit drottning · h8 svart kung · c7 svart bonde · d7 vit torn · e7 vit bonde · g7 svart bonde · h7 svart bonde · c6 svart bonde · h6 vit springare · a5 svart bonde · f5 svart bonde · g4 svart springare · a3 svart drottning · g3 vit bonde · a2 vit bonde · e2 vit bonde · f2 vit bonde · h2 vit bonde · g1 vit kung | e8 svart torn · g8 vit drottning · h8 svart kung · c7 svart bonde · d7 vit torn · e7 vit bonde · g7 svart bonde · h7 svart bonde · c6 svart bonde · h6 vit springare · a5 svart bonde · f5 svart bonde · g4 svart springare · a3 svart drottning · g3 vit bonde · a2 vit bonde · e2 vit bonde · f2 vit bonde · h2 vit bonde · g1 vit kung | e8 svart torn · g8 vit drottning · h8 svart kung · c7 svart bonde · d7 vit torn · e7 vit bonde · g7 svart bonde · h7 svart bonde · c6 svart bonde · h6 vit springare · a5 svart bonde · f5 svart bonde · g4 svart springare · a3 svart drottning · g3 vit bonde · a2 vit bonde · e2 vit bonde · f2 vit bonde · h2 vit bonde · g1 vit kung | e8 svart torn · g8 vit drottning · h8 svart kung · c7 svart bonde · d7 vit torn · e7 vit bonde · g7 svart bonde · h7 svart bonde · c6 svart bonde · h6 vit springare · a5 svart bonde · f5 svart bonde · g4 svart springare · a3 svart drottning · g3 vit bonde · a2 vit bonde · e2 vit bonde · f2 vit bonde · h2 vit bonde · g1 vit kung | e8 svart torn · g8 vit drottning · h8 svart kung · c7 svart bonde · d7 vit torn · e7 vit bonde · g7 svart bonde · h7 svart bonde · c6 svart bonde · h6 vit springare · a5 svart bonde · f5 svart bonde · g4 svart springare · a3 svart drottning · g3 vit bonde · a2 vit bonde · e2 vit bonde · f2 vit bonde · h2 vit bonde · g1 vit kung | e8 svart torn · g8 vit drottning · h8 svart kung · c7 svart bonde · d7 vit torn · e7 vit bonde · g7 svart bonde · h7 svart bonde · c6 svart bonde · h6 vit springare · a5 svart bonde · f5 svart bonde · g4 svart springare · a3 svart drottning · g3 vit bonde · a2 vit bonde · e2 vit bonde · f2 vit bonde · h2 vit bonde · g1 vit kung | e8 svart torn · g8 vit drottning · h8 svart kung · c7 svart bonde · d7 vit torn · e7 vit bonde · g7 svart bonde · h7 svart bonde · c6 svart bonde · h6 vit springare · a5 svart bonde · f5 svart bonde · g4 svart springare · a3 svart drottning · g3 vit bonde · a2 vit bonde · e2 vit bonde · f2 vit bonde · h2 vit bonde · g1 vit kung | 2 |
| 1 | e8 svart torn · g8 vit drottning · h8 svart kung · c7 svart bonde · d7 vit torn · e7 vit bonde · g7 svart bonde · h7 svart bonde · c6 svart bonde · h6 vit springare · a5 svart bonde · f5 svart bonde · g4 svart springare · a3 svart drottning · g3 vit bonde · a2 vit bonde · e2 vit bonde · f2 vit bonde · h2 vit bonde · g1 vit kung | e8 svart torn · g8 vit drottning · h8 svart kung · c7 svart bonde · d7 vit torn · e7 vit bonde · g7 svart bonde · h7 svart bonde · c6 svart bonde · h6 vit springare · a5 svart bonde · f5 svart bonde · g4 svart springare · a3 svart drottning · g3 vit bonde · a2 vit bonde · e2 vit bonde · f2 vit bonde · h2 vit bonde · g1 vit kung | e8 svart torn · g8 vit drottning · h8 svart kung · c7 svart bonde · d7 vit torn · e7 vit bonde · g7 svart bonde · h7 svart bonde · c6 svart bonde · h6 vit springare · a5 svart bonde · f5 svart bonde · g4 svart springare · a3 svart drottning · g3 vit bonde · a2 vit bonde · e2 vit bonde · f2 vit bonde · h2 vit bonde · g1 vit kung | e8 svart torn · g8 vit drottning · h8 svart kung · c7 svart bonde · d7 vit torn · e7 vit bonde · g7 svart bonde · h7 svart bonde · c6 svart bonde · h6 vit springare · a5 svart bonde · f5 svart bonde · g4 svart springare · a3 svart drottning · g3 vit bonde · a2 vit bonde · e2 vit bonde · f2 vit bonde · h2 vit bonde · g1 vit kung | e8 svart torn · g8 vit drottning · h8 svart kung · c7 svart bonde · d7 vit torn · e7 vit bonde · g7 svart bonde · h7 svart bonde · c6 svart bonde · h6 vit springare · a5 svart bonde · f5 svart bonde · g4 svart springare · a3 svart drottning · g3 vit bonde · a2 vit bonde · e2 vit bonde · f2 vit bonde · h2 vit bonde · g1 vit kung | e8 svart torn · g8 vit drottning · h8 svart kung · c7 svart bonde · d7 vit torn · e7 vit bonde · g7 svart bonde · h7 svart bonde · c6 svart bonde · h6 vit springare · a5 svart bonde · f5 svart bonde · g4 svart springare · a3 svart drottning · g3 vit bonde · a2 vit bonde · e2 vit bonde · f2 vit bonde · h2 vit bonde · g1 vit kung | e8 svart torn · g8 vit drottning · h8 svart kung · c7 svart bonde · d7 vit torn · e7 vit bonde · g7 svart bonde · h7 svart bonde · c6 svart bonde · h6 vit springare · a5 svart bonde · f5 svart bonde · g4 svart springare · a3 svart drottning · g3 vit bonde · a2 vit bonde · e2 vit bonde · f2 vit bonde · h2 vit bonde · g1 vit kung | e8 svart torn · g8 vit drottning · h8 svart kung · c7 svart bonde · d7 vit torn · e7 vit bonde · g7 svart bonde · h7 svart bonde · c6 svart bonde · h6 vit springare · a5 svart bonde · f5 svart bonde · g4 svart springare · a3 svart drottning · g3 vit bonde · a2 vit bonde · e2 vit bonde · f2 vit bonde · h2 vit bonde · g1 vit kung | 1 |
|   | a | b | c | d | e | f | g | h |   |

Mattkombinationer kallas de kombinationer som resulterar i schackmatt. Eftersom spelets enda syfte är att sätta motståndaren schackmatt, förekommer det att schackspelare offrar en stor del av sina pjäser för att åstadkomma med detta ändamål.